# Steamboat Geyser

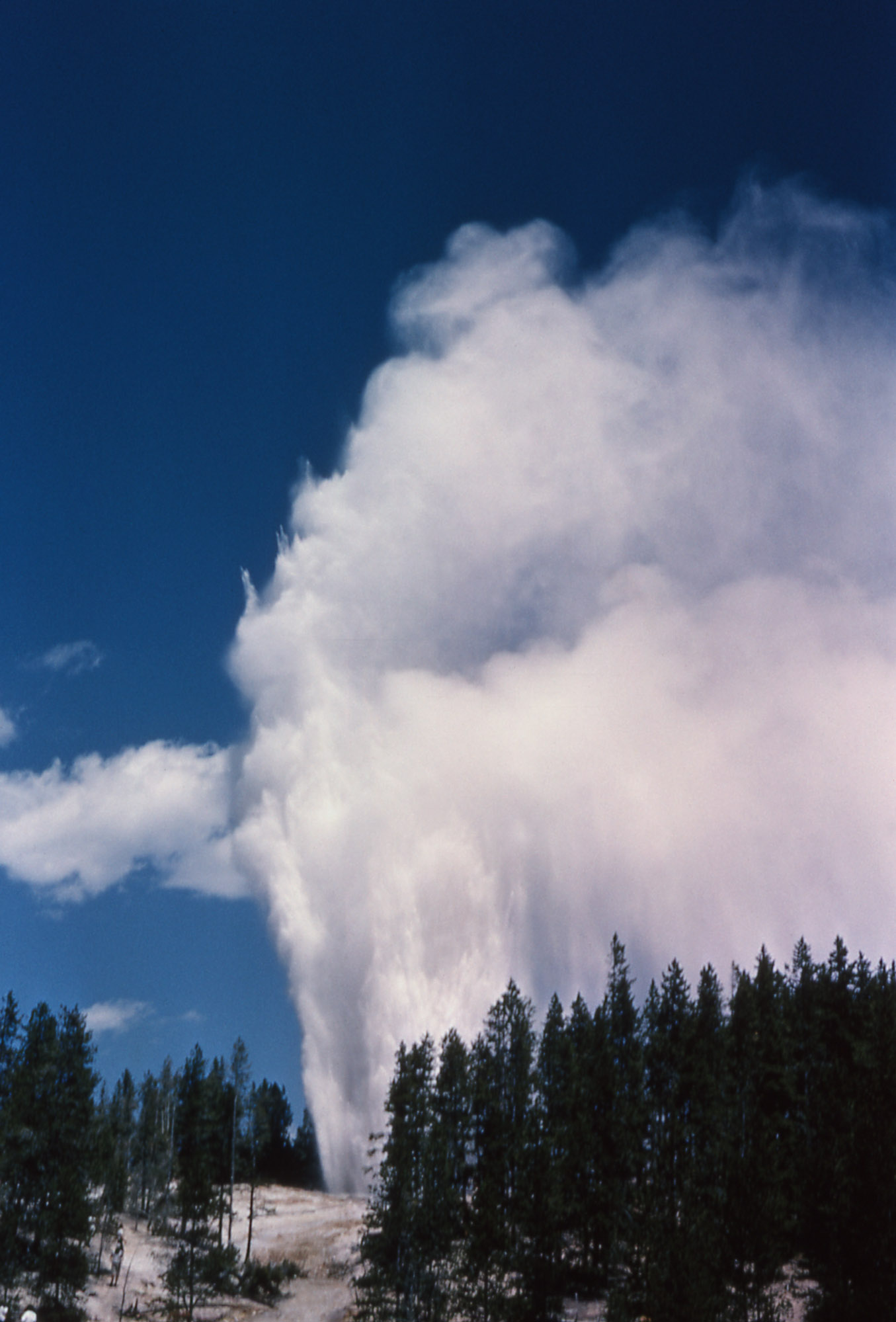
Výtrysk gejzíru Steamboat

Steamboat Geyser je nejvyšší známý aktivní gejzír na Zemi nacházející se v oblasti Norris Geyser Basin v Yellowstonském národním parku, Wyoming, USA dosahující výšky okolo 90 metrů, který ale za posledních 20 let soptil přibližně desetkrát. Nejedná se ale o historicky známý gejzír vytryskávající do nejvyšší výšky. Tím byl gejzír Waimangu Geyser v oblasti Taupo Volcanic Zone na Novém Zélandu, dosahující obyčejně výšky okolo 160 m, ale některé supervýtrysky vyvrhly vodu až do výšky 460 m. Tento gejzír je ale od roku 1904 neaktivní.
Gejzír vyvrhuje vodu zcela nepravidelně a nepředvídatelně, doba jednoho výtrysku se pohybuje mezi 3 až 40 minutami.